# Покомок (Меріленд)
Покомок (англ. Pocomoke City) — місто (англ. city) в США, в окрузі Вустер штату Меріленд. Населення — 4295 осіб (2020).

## Географія
Покомок розташований за координатами 38°3′47″ пн. ш. 75°33′14″ зх. д. / 38.06306° пн. ш. 75.55389° зх. д. (38.062927, -75.553816).  За даними Бюро перепису населення США в 2010 році місто мало площу 10,21 км², з яких 9,55 км² — суходіл та 0,65 км² — водойми.

### Клімат
Місто знаходиться у зоні, котра характеризується вологим субтропічним кліматом. Найтепліший місяць — липень із середньою температурою 25.1 °C (77.1 °F). Найхолодніший місяць — січень, із середньою температурою 3.2 °С (37.8 °F).
| Клімат Покомока         | Клімат Покомока | Клімат Покомока | Клімат Покомока | Клімат Покомока | Клімат Покомока | Клімат Покомока | Клімат Покомока | Клімат Покомока | Клімат Покомока | Клімат Покомока | Клімат Покомока | Клімат Покомока | Клімат Покомока |
| Показник                | Січ.            | Лют.            | Бер.            | Квіт.           | Трав.           | Черв.           | Лип.            | Серп.           | Вер.            | Жовт.           | Лист.           | Груд.           | Рік             |
| Абсолютний максимум, °C | 23,3            | 24,4            | 31,1            | 33,9            | 35,6            | 37,2            | 38,9            | 37,8            | 36,7            | 34,4            | 31,1            | 24,4            | 38,9            |
| Середній максимум, °C   | 8,3             | 8,7             | 13,1            | 18,9            | 24,2            | 28,1            | 30,5            | 29,7            | 26,6            | 20,9            | 15,2            | 9,8             | 19,5            |
| Середня температура, °C | 3,2             | 3,3             | 7,5             | 12,7            | 18              | 22,4            | 25,1            | 24,3            | 20,9            | 15,1            | 9,5             | 4,6             | 13,9            |
| Середній мінімум, °C    | −1,9            | −2,1            | 1,8             | 6,6             | 11,8            | 16,8            | 19,7            | 18,9            | 15,3            | 9,2             | 3,8             | −0,6            | 8,3             |
| Абсолютний мінімум, °C  | −21,7           | −20             | −13,9           | −7,8            | −3,3            | 2,2             | 4,4             | 4,4             | 0,6             | −5,6            | −10             | −20,6           | −21,7           |
| Норма опадів, мм        | 79              | 82              | 101             | 79              | 80              | 86              | 104             | 124             | 89              | 87              | 69              | 88              | 1067            |
| Днів з опадами          | 9               | 8               | 10              | 8               | 9               | 8               | 9               | 8               | 6               | 6               | 7               | 9               | 95              |
| ----------------------- | --------------- | --------------- | --------------- | --------------- | --------------- | --------------- | --------------- | --------------- | --------------- | --------------- | --------------- | --------------- | --------------- |
| Джерело: Weatherbase    |                 |                 |                 |                 |                 |                 |                 |                 |                 |                 |                 |                 |                 |

## Демографія
Згідно з переписом 2010 року, у місті мешкали 4184 особи в 1626 домогосподарствах у складі 1077 родин. Густота населення становила 410 осіб/км².  Було 1894 помешкання (186/км²).
Расовий склад населення:
| - 49,5 % — білих - 45,8 % — чорних або афроамериканців - 1,3 % — азіатів - 0,5 % — корінних американців - 1,0 % — осіб інших рас |

До двох чи більше рас належало 2,0 %. Частка іспаномовних становила 2,5 % від усіх жителів.
За віковим діапазоном населення розподілялося таким чином: 27,8 % — особи молодші 18 років, 57,0 % — особи у віці 18—64 років, 15,2 % — особи у віці 65 років та старші. Медіана віку мешканця становила 36,4 року. На 100 осіб жіночої статі у місті припадало 79,8 чоловіків;  на 100 жінок у віці від 18 років та старших — 75,9 чоловіків також старших 18 років.
Середній дохід на одне домашнє господарство  становив 51 107 доларів США (медіана — 33 866), а середній дохід на одну сім'ю — 59 271 долар (медіана — 35 912). Медіана доходів становила 36 065 доларів для чоловіків та 35 260 доларів для жінок. За межею бідності перебувало 25,4 % осіб, у тому числі 24,5 % дітей у віці до 18 років та 17,2 % осіб у віці 65 років та старших.
Цивільне працевлаштоване населення становило 1487 осіб. Основні галузі зайнятості: освіта, охорона здоров'я та соціальна допомога — 30,3 %, публічна адміністрація — 15,6 %, мистецтво, розваги та відпочинок — 14,3 %.